# Kurganinsk
Kurganinsk (russisch Курганинск) ist eine Stadt in der Region Krasnodar (Russland) mit 47.970 Einwohnern (Stand 14. Oktober 2010).

## Geografie
Die Stadt liegt im nördlichen Kaukasusvorland etwa 130 km östlich der Regionshauptstadt Krasnodar am rechten Ufer der Laba, eines linken Nebenflusses des Kuban. Die Laba bildet hier die Grenze zur autonomen Republik Adygeja.
Kurganinsk ist Verwaltungszentrum des gleichnamigen Rajons.
Die Stadt liegt an der auf diesem Abschnitt 1910 eröffneten Eisenbahnstrecke Armawir–Tuapse, von welcher hier eine Nebenstrecke über Labinsk nach Schedok bzw. Psebai abzweigt. Die Station der Stadt heißt Kurgannaja.

## Geschichte
Der Ort wurde 1853 von Kubankosaken als Staniza Kurgannaja gegründet. Die Bezeichnung bezieht sich auf die größere Anzahl von Kurganen in der Umgebung.
1961 wurde unter dem heutigen Namen das Stadtrecht verliehen.
Im Juni 2002 wurde Kurganinsk von einer schweren Überschwemmung in Mitleidenschaft gezogen, bei welcher 800 Häuser zerstört 4500 beschädigt wurden.

### Bevölkerungsentwicklung
| Jahr | Einwohner |
| ---- | --------- |
| 1939 | 12.202    |
| 1959 | 24.266    |
| 1970 | 34.815    |
| 1979 | 37.559    |
| 1989 | 40.763    |
| 2002 | 46.618    |
| 2010 | 47.970    |

Anmerkung: Volkszählungsdaten

## Kultur und Sehenswürdigkeiten
In Kurganinsk ist die Himmelfahrtskirche (Вознесенская церковь/Wosnessenskaja zerkow) von 1906 bis 1916 erhalten.
Die Stadt besitzt ein Städtisches Museum mit Kunstgalerie.

## Wirtschaft
Die Wirtschaft von Kurganinsk als Zentrum eines Landwirtschaftsgebietes ist von der Lebensmittelindustrie geprägt (unter anderem Zuckerfabrik, Konservenfabrik, Großmolkerei).